# Fernando Gutiérrez Barrios
Pour les articles homonymes, voir Gutiérrez et Barrios.
Fernando Gutiérrez Barrios, né le 26 octobre 1927 à Alto Lucero, près de Veracruz, au Mexique, et mort le 30 octobre 2000 à Mexico, est un homme politique mexicain affilié au Parti révolutionnaire institutionnel (PRI).

## Biographie
Fernando Gutiérrez Barrios est responsable de la police secrète, la Dirección Federal de Seguridad, au beau milieu de la sale guerre (1964-1970), et est gouverneur de Veracruz (1986-1988) et secrétaire à l'Intérieur du cabinet du président Carlos Salinas de Gortari.
Gutiérrez Barrios naît à Veracruz de Fernando Gutiérrez Ferrer et d'Ana María Barrios. Il obtient son diplôme de l'académie militaire Colégio Militar (en) en 1947 et rejoint le parti révolutionnaire institutionnel en 1950.
Il est gouverneur de l'État de Véracruz de 1986 à 1988.
En 2000, les électeurs l'élisent au poste de sénateur aux LVIIIe et LIXe législatures. Il prête serment le 1er septembre 2000, mais meurt près de deux mois plus tard, le 30 octobre. Il est remplacé par son suppléant, Noemí Zoila Guzmán Lagunes (en), diplômée en économie de l'université de Jalapa (en).